# Carl Wilhelm von Krassow
Freiherr Carl Wilhelm von Krassow (* 4. März 1699 in Stralsund; † 6. Februar 1735 in Wien) war ein Diplomat in schwedischen Diensten und kaiserlicher Generalfeldwachtmeister.

## Leben
Carl Wilhelm von Krassow war der Sohn des Ernst Detlof von Krassow (1660–1714), Offizier in schwedischen Diensten und Erbherr auf Pansevitz, und der Auguste Wilhelmine von Wolffrath († 1721). Der Vater war während des Großen Nordischen Kriegs fast ständig im Militärdienst, deshalb übernahm die Mutter seine erste Erziehung. Nach Beendigung seiner Ausbildung unternahm er 1719 mit seinem Vetter Carl Detlof von Krassow, damals Major in hessischen Diensten, von Kassel aus eine Reise, die ihn über Brüssel nach Paris führte. Anschließend reiste er allein durch die Niederlande und über Osnabrück und Bremen nach Hannover. Von dort kehrte er in das von den Dänen besetzte Schwedisch-Pommern zurück. Nach einem Besuch in Kopenhagen, wo Verwandte seiner Großmutter Margarethe von Holsten lebten, trat er in schwedische Dienste.
Er gelangte wahrscheinlich bald in das Umfeld des schwedischen Königs Friedrich von Hessen-Kassel, denn im Oktober 1722 war er Generaladjutant des Königs und begleitete diesen auf Reisen. Anfang 1728 wurde er, im Dienstgrad eines Obersts, als außerordentlicher schwedischer Gesandter nach Wien geschickt. Anschließend ging er als ordentlicher Gesandter an den sächsischen Hof in Dresden und 1733 erneut an den kaiserlichen Hof in Wien.
1734 wechselte er von schwedischen in kaiserliche Dienste, wozu ihn Prinz Eugen von Savoyen veranlasst hatte. Als Generalfeldwachtmeister nahm er im selben Jahr am Feldzug an den Rhein teil, der im Rahmen des polnischen Thronfolgekriegs stattfand. Bereits im Februar des folgenden Jahres starb er in Wien an der Schwindsucht, wo er auch beigesetzt wurde.
Carl Wilhelm von Krassow war nicht verheiratet. Nachkommen sind nicht bekannt. Seine Güter erbte sein Onkel Adam Philipp von Krassow.